# Socialdemocracia (República Checa)
Socialdemocracia (SOCDEM; en checo: Sociální demokracie), conocido como Partido Socialdemócrata Checo (ČSSD; en checo: Česká strana sociálně demokratická) hasta el 10 de junio de 2023, es un partido de centroizquierda de la República Checa perteneciente a la socialdemocracia. Su actual presidente es Bohuslav Sobotka. Pertenece al Partido Socialista Europeo.
Después de haber ganado las elecciones de 1998, el ČSSD conformó el gobierno con Miloš Zeman como primer ministro, y conservó el poder desde entonces con Stanislav Gross, y luego de su renuncia, desde el 25 de abril de 2005 Jiří Paroubek asumió el cargo. Ganó las elecciones de 2002 con 70 diputados de 200 en la Cámara baja pero perdió las de 2006, aunque aumentó su resultado (74 diputados y 32,3%).

## Resultados electorales

### Consejo Imperial (Cisleitania)
| Fecha | Votos        | %    | Diputados | +/- | Estatus   |
| ----- | ------------ | ---- | --------- | --- | --------- |
| 1907  | 389.960 (#3) | 8,45 | 22/516    |     | Oposición |
| 1911  | 357.234 (#3) | 7,87 | 25/516    | 3   | Oposición |

### Cámara de Diputados de Checoslovaquia
| Fecha                                  | Votos                     | %                         | Diputados | +/- | Estatus            |
| -------------------------------------- | ------------------------- | ------------------------- | --------- | --- | ------------------ |
| 1920                                   | 1.590.520 (#1)            | 25,65                     | 74/281    |     | Gobierno           |
| 1925                                   | 630.894 (#4)              | 8,88                      | 29/300    | 45  | Gobierno           |
| 1929                                   | 963.462 (#2)              | 13,00                     | 39/300    | 10  | Oposición          |
| 1935                                   | 1.032.773 (#3)            | 12,50                     | 38/300    | 1   | Gobierno           |
| 1946                                   | 855.538 (#5)              | 12,10                     | 37/300    | 1   | Gobierno           |
| 1948                                   | Parte del Frente Nacional | Parte del Frente Nacional | 23/300    | 14  | Gobierno           |
| Partido ilegalizado entre 1948 y 1990. |                           |                           |           |     |                    |
| 1990                                   | 342.455 (#9)              | 3,20                      | 0/150     |     | Extraparlamentario |
| 1992                                   | 648.125 (#4)              | 6,80                      | 10/150    | 10  | Oposición          |

### Cámara de Diputados(Desde 1990)
| Fecha | Votos          | %     | Diputados | +/- | Estatus                          |
| ----- | -------------- | ----- | --------- | --- | -------------------------------- |
| 1990  | 296.165 (#6)   | 4,11  | 0/200     |     | Extraparlamentario               |
| 1992  | 422.736 (#3)   | 6,53  | 16/200    | 16  | Oposición                        |
| 1996  | 1.602.250 (#2) | 26,44 | 61/200    | 45  | Oposición                        |
| 1998  | 1.928.660 (#1) | 32,31 | 74/200    | 13  | Gobierno en minoría              |
| 2002  | 1.440.279 (#1) | 30,20 | 70/200    | 4   | Coalición con KDU-ČSL y US-DEU   |
| 2006  | 1.728.827 (#2) | 32,32 | 74/200    | 4   | Oposición                        |
| 2010  | 1.155.627 (#1) | 22,08 | 56/200    | 18  | Oposición (2010-2013)            |
| 2010  | 1.155.627 (#1) | 22,08 | 56/200    | 18  | Coalición con KDU-ČSL (2013)     |
| 2013  | 1.016.829 (#1) | 20,45 | 50/200    | 6   | Coalición con ANO 2011 y KDU-ČSL |
| 2017  | 368.347 (#6)   | 7,27  | 15/200    | 35  | Oposición                        |
| 2021  | 250.396 (#6)   | 4,65  | 0/200     | 15  | Extraparlamentario               |